# Rewolucyjna Walka Ludowa
Rewolucyjna Walka Ludowa (gr. Επαναστατικός Λαϊκός Αγώνας, trb. Epanastatikos Lajkos Agonas, ELA)  – partyzantka miejska z Grecji, używająca działań terrorystycznych.

## Historia
Powstała w 1971 lub 1973 roku, a działalność zakończyła w 1995 roku. Grupa zorganizowała ponad 100 zamachów bombowych. W akcjach ELA zginęło co najmniej dwóch policjantów. Głównym celem ataków ELA były obiekty amerykańskiego wojska i korporacji w Grecji. Pierwszą jej akcją był atak na bazę USA w Eleusis 29 kwietnia 1975 roku Terroryści współpracowali okazjonalnie z Organizacją Rewolucyjną 17 listopada. ELA deklarowała poparcie dla Frakcji Czerwonej Armii i Akcji Bezpośredniej. Według informacji zawartych w aktach Stasi, była powiązana z wenezuelskim terrorystą Ilichem Ramírezem Sánchezem.
Za spadkobierczynię ELA uważała się grupa Rewolucyjne Nuklei.

## Ideologia
Była formacją skrajnie lewicową, antyimperialistyczną i antykapitalistyczną. Jednym z częściej stawianych żądań grupy było wycofanie z Grecji wojsk amerykańskich.